# Sagvåg
Sagvåg är en tätort i Stords kommun i Vestland fylke i västra Norge. Tätorten hade 3 241 invånare den 1 januari 2012 och ligger på sydvästra delen av ön Stord. 
Sagvåg har en lång tradition av handel, båtbyggeri och som lokal hamn. Av de olika företagen inom båtbyggeri kan Ottensens skipsbyggeri nämnas som utan avbrott drivit en verksamhet sedan 1825 fram tills idag (Augusti 2013). Den går en färja från Sågvåg till Bømlo. 
Tidigare var orten mer känd som Fuglesalt men efter etableringen av ett sågbruk 1564 ändrades ortens namn till Sågvåg.